# Monastère de Saorge
Le monastère de Saorge est un ancien monastère catholique située à Saorge, en France.

## Localisation
Le monastère est situé dans le département français des Alpes-Maritimes, sur la commune française  de Saorge, située dans le département des Alpes-Maritimes, en région Provence-Alpes-Côte d'Azur.

## Historique

### Monastère
Le Couvent des Franciscains Observantins Réformés ou « Récollets » a été fondé en 1633.
En 1639, la commune de Saorge a mis à disposition des frères la chapelle Saint-Bernard à proximité du village pour célébrer les offices en attendant que le couvent soit construit. En 1648, pour leur permettre de construire le couvent, elle leur concéda un terrain attenant. En 1661, elle leur attribua une aide financière pour terminer l’église dédiée à Notre-Dame-des-Miracles. La construction du couvent s’acheva dans les années qui suivirent.
Les bâtiments furent restaurés entre 1760 et 1762 par le maître-maçon Calderari de Lugano qui apporta un complément de décoration à l’église et au cloître.
En avril 1794, les Franciscains sont chassés par les soldats français entrés dans Saorge et qui occupent le couvent. Il fut ensuite affecté à l’Hospice communal puis rendu aux Franciscains en 1824. Ils y sont demeurés jusqu’en 1903, date de promulgation de la loi sur les congrégations.
Ensuite le monument a périclité avec des affectations diverses : colonie de vacances, occupation par les soldats italiens et allemands durant la Seconde guerre mondiale
L'État a racheté le bâtiment en 1967 et l'a restauré. À la suite de ce programme, il est réoccupé entre 1969 et 1988 par des frères franciscains.
Après leur départ, l'État a recherché un programme permettant de préserver le monument et de le faire revivre dans un mode proche de sa destination originelle. Il a conçu le projet d’y héberger des écrivains à la place des religieux et en a confié la gestion au Centre des monuments historiques.

### Maison des écrivains et de la littérature
Depuis 2001, le Monastère est destiné à recevoir des écrivains, traducteurs, scénaristes et compositeurs de musique. La partie résidentielle du monument est désormais ouverte à des retraites d’écriture, ainsi qu’à des séminaires, colloques, ateliers d’écriture ou de traduction.
L'édifice est classé au titre des monuments historiques le 14 avril 1917.

## Description
Le couvent de Saorge a repris le même plan que le Monastère de Cimiez, celui des couvents construits au XVIIe siècle en Ligurie et dans le sud du Piémont.
Les bâtiments sont disposés autour d'un cloître rectangulaire. L'église est placée sur le côté nord. Les autres bâtiments à deux niveaux sont disposés sur les trois autres côtés. Autour du cloître ont été disposés les quatre galeries à arcades cintrées. Sous chaque galerie, les lunettes des voûtes ont été décorées au XVIIIe siècle de fresques relatant la vie de saint François d'Assise. Des cadrans solaires ont été peints sur les murs au XVIIIe siècle et XIXe siècle.
L'église est rectangulaire, à une seule nef avec quatre chapelles latérales voûtées d'arêtes. La nef est décorée par des peintures de faux marbre et des gypseries. Le chœur qui la prolonge est rectangulaire et plus étroit. Le maître-autel avec ses colonnes-torses est en bois ciré selon la tradition franciscaine. L'église est précédée d'un porche à trois travées surmonté d'une terrasse. Ce porche empêche la perception de la façade à deux niveaux avec la superposition des ordres. Une baie lyriforme a été ajoutée pendant la restauration de l'église au XVIIIe siècle. Elle est entourée d'un décor en gypserie. Une effigie de la Vierge y a été peint à fresque.
À l'extérieur, le jardin conventuel comprend des bassins d'arrosage, des pergolas couvertes de vignes, des plantations d'arbres fuitiers et un potager.

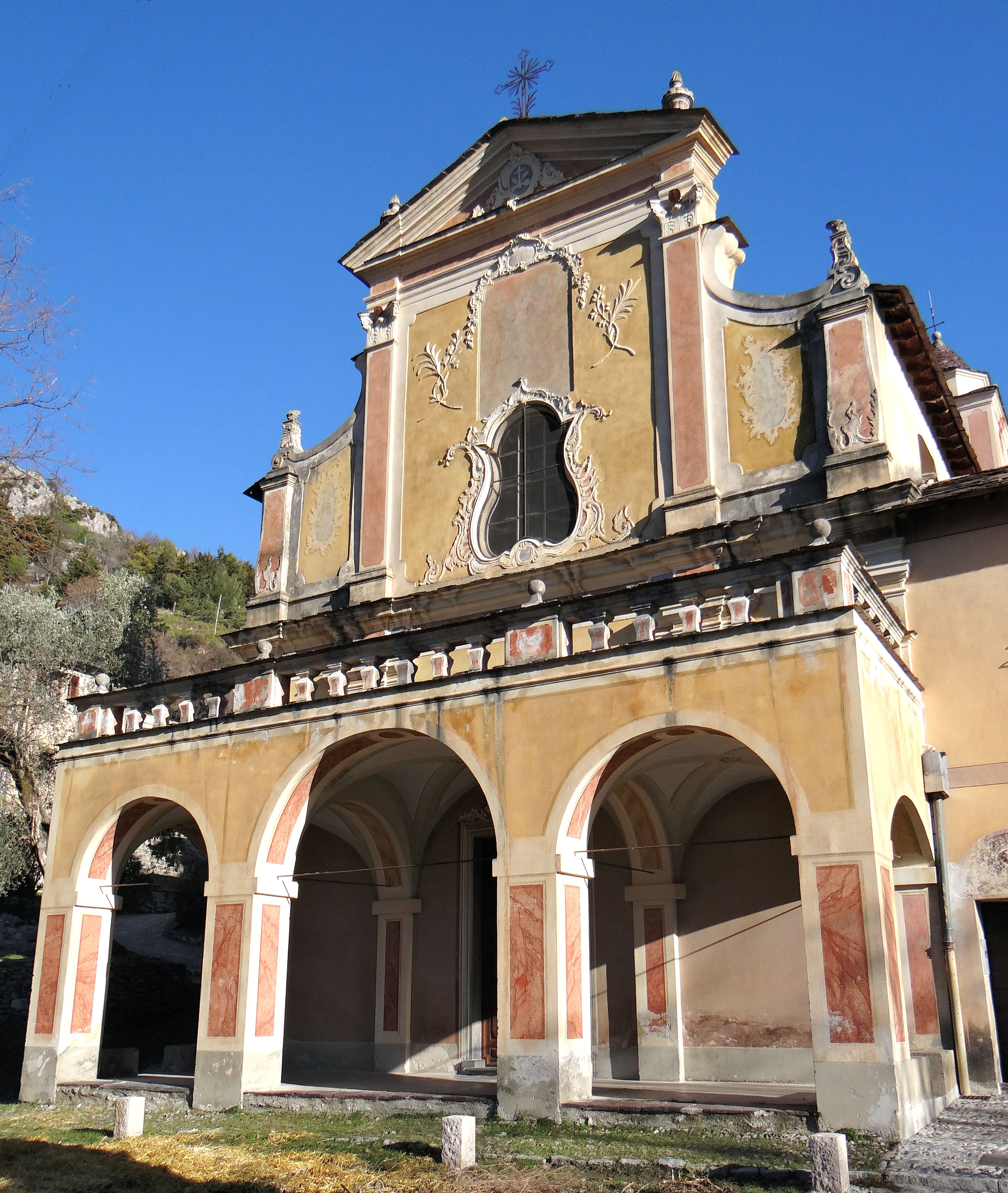
La façade de l'église
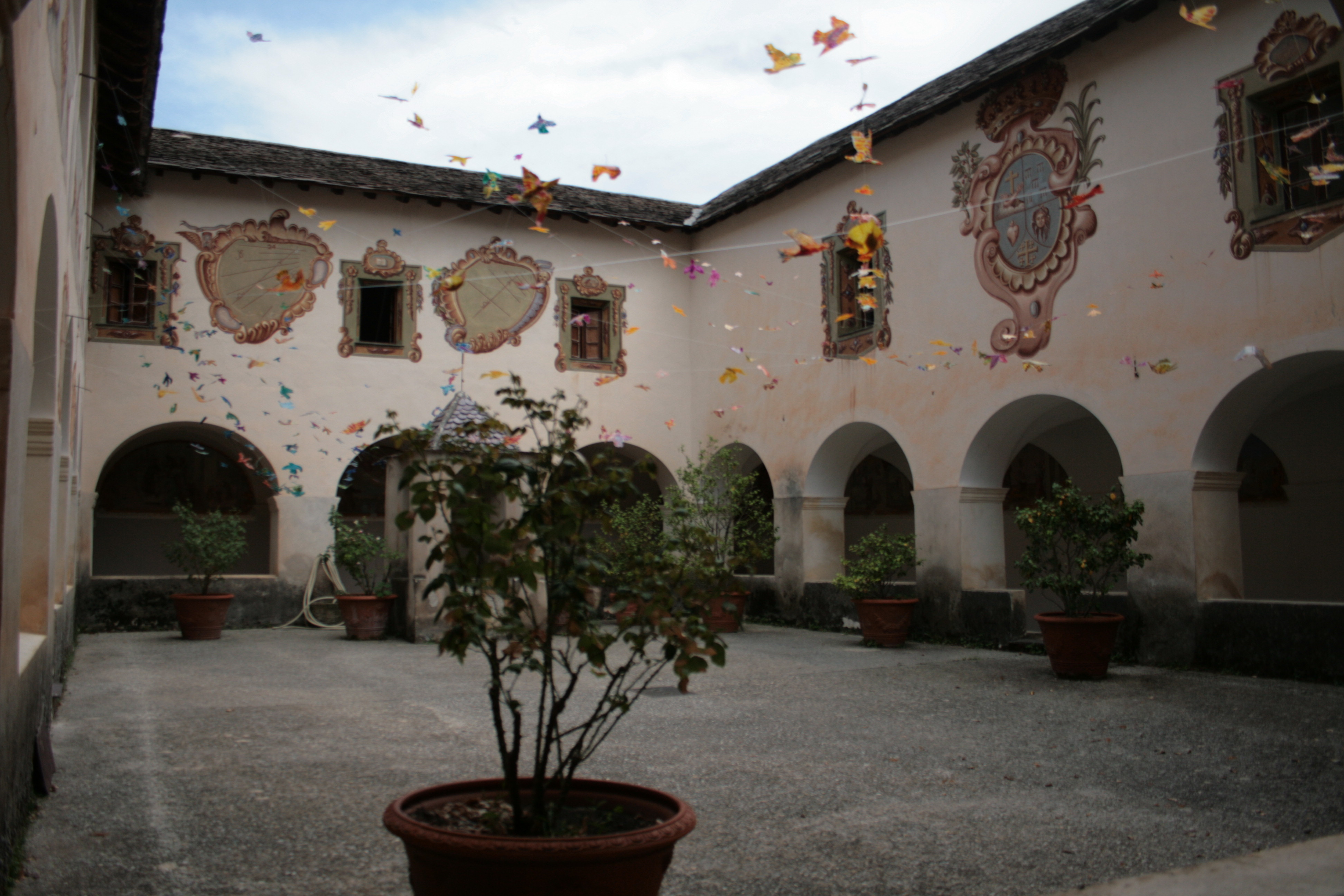
Le cloître
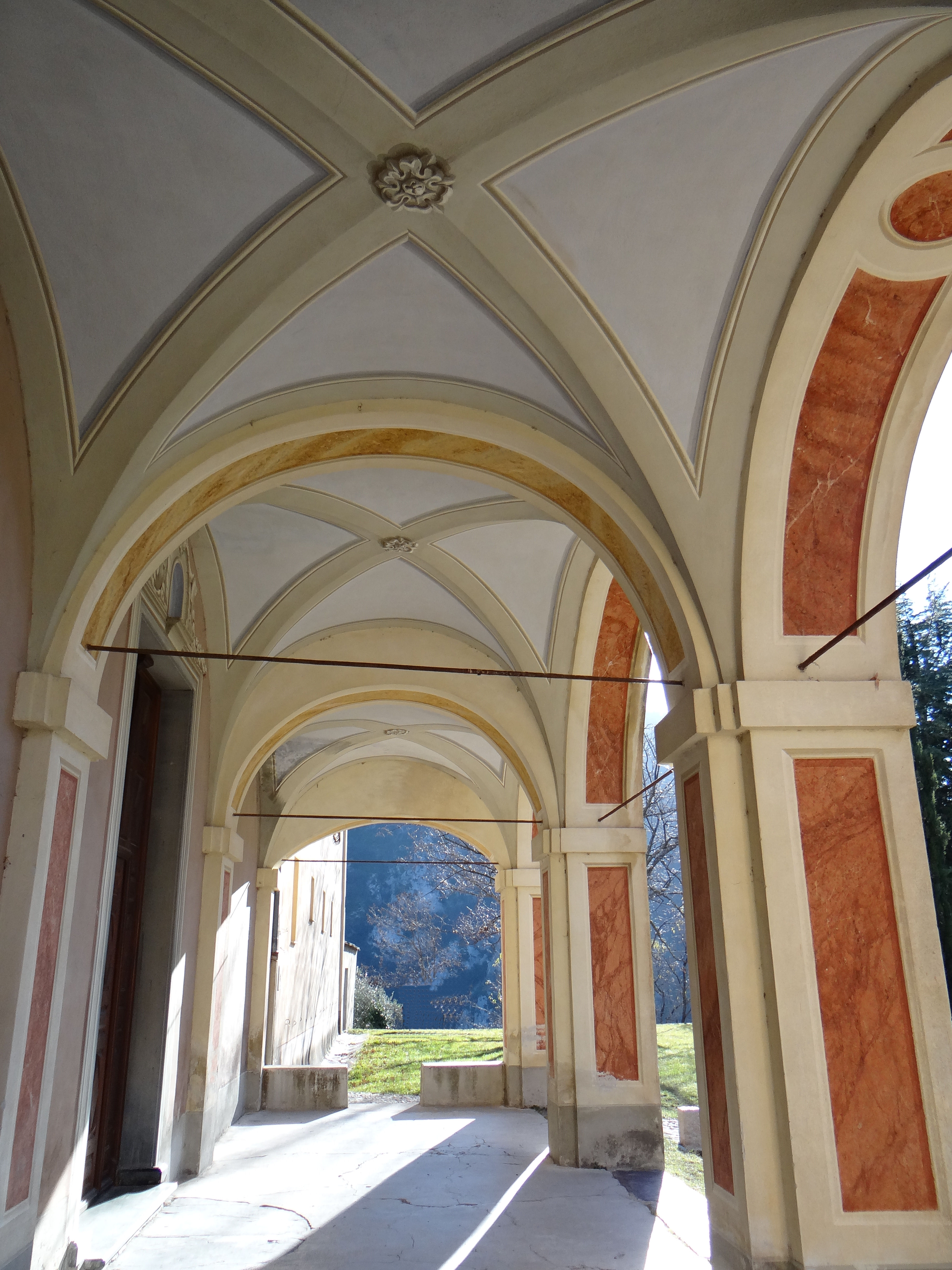
Croisée d'ogives du parvis
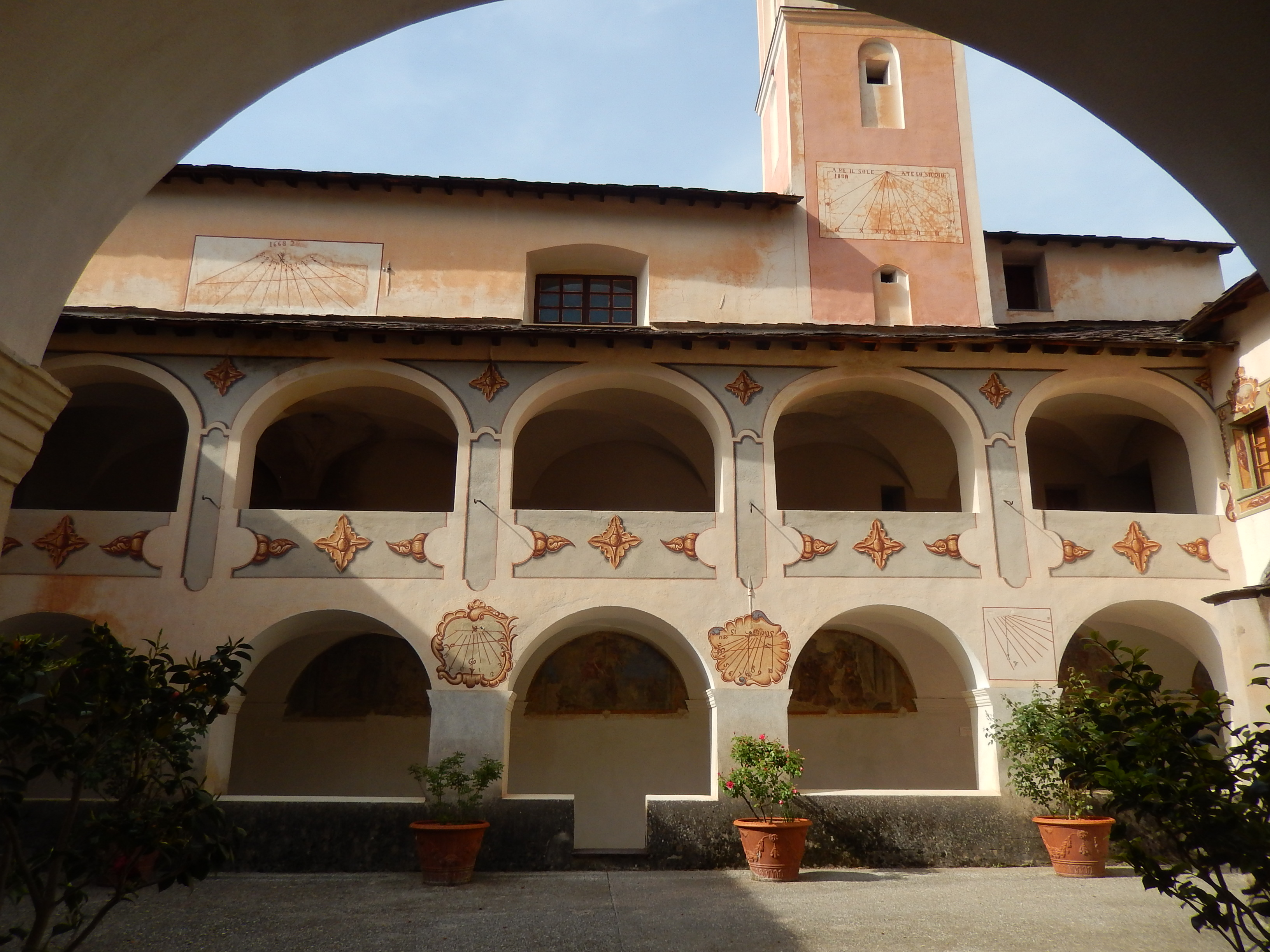
Le cloître avec quatre cadrans solaires
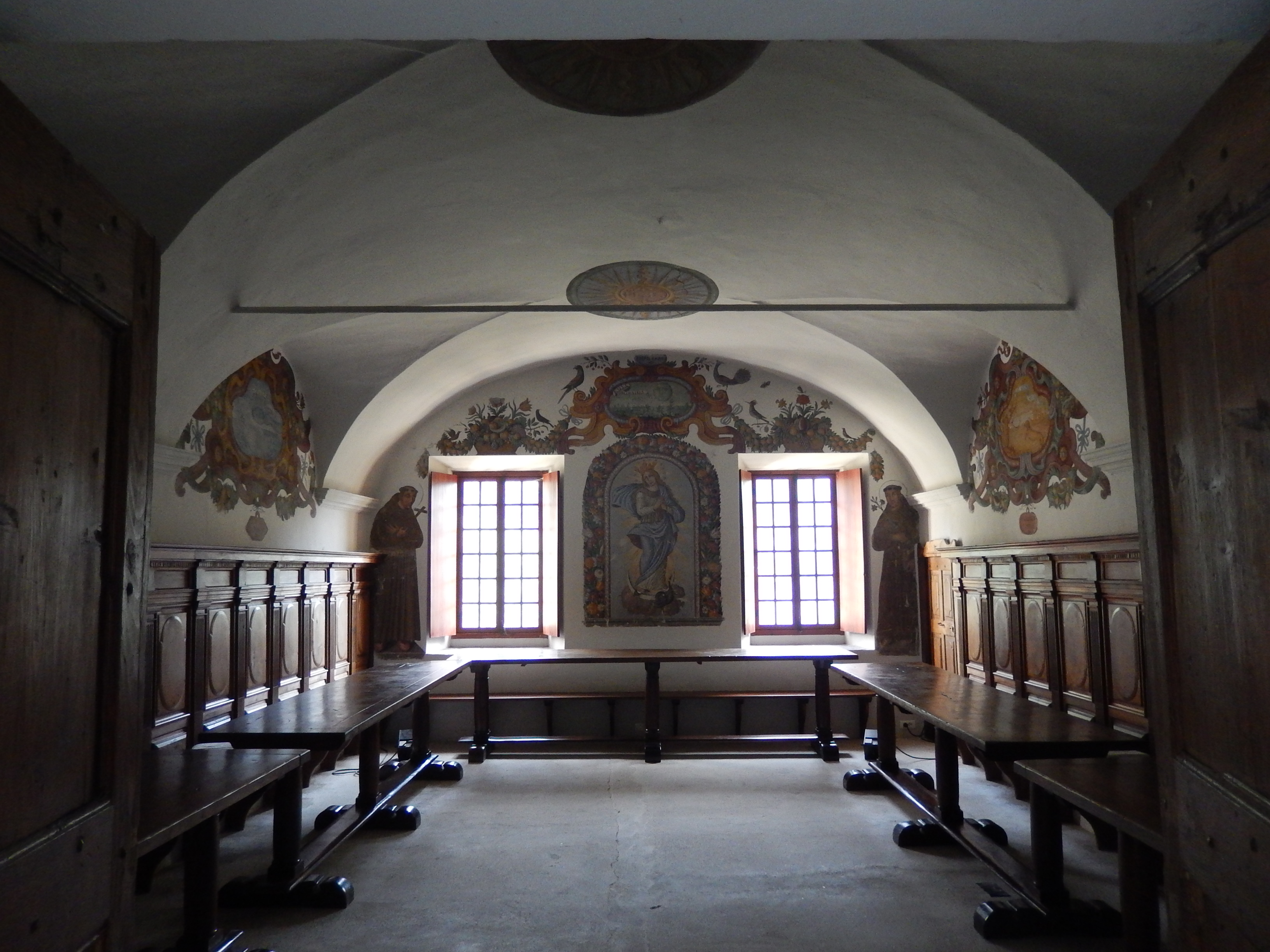
Le réfectoire restauré
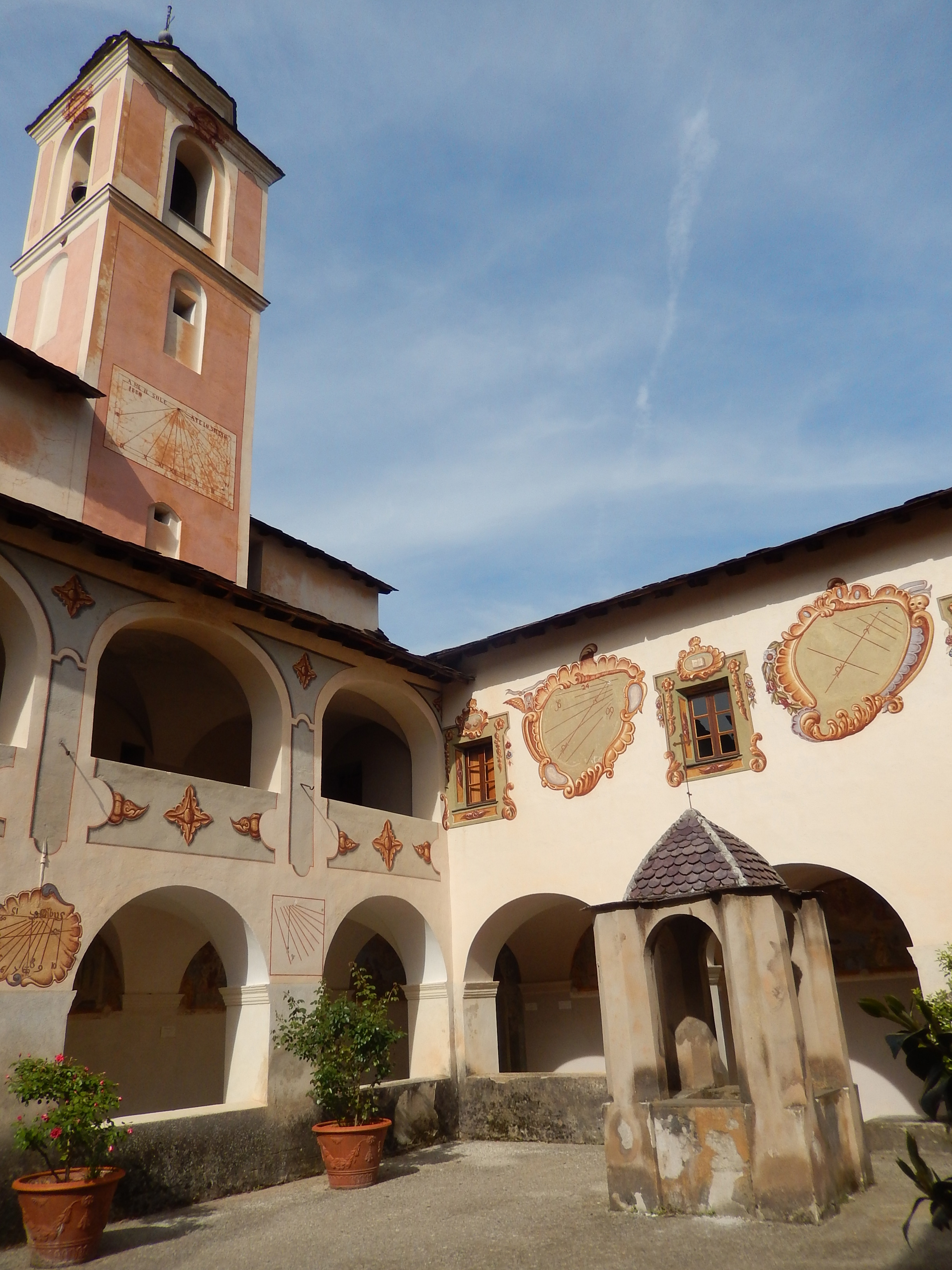
Le puits de la citerne

## Patrimoine mobilier
Patrimoine mobilier de l'Ancien couvent des Franciscains :
* autel retable de saint Antoine-de-Padoue, 2 tableaux : Saint Antoine de Padoue, le Miracle de la mule du cathare,
* tableau : Sainte Claire et tableau : Saint François d'Assise,
* tableau : Saint Jean de Capistran ; tableau : Saint Salvador de Horta,
* tableau : Sainte Elisabeth de Hongrie ; tableau : Sainte Elisabeth du Portugal,
* tableau : Saint Roch,
* tableau (panneau peint) : Crucifixion,
* quatre prie-Dieu,
* six paires de reliquaires-monstrances,
* deux lampes de suspension.